# مرزانكلا (بالا خيابان ليتكوة)
مرزانکلا (بالفارسية: مرزانکلا) هي قرية تقع في إيران في قسم بالا خیابان لیتکوة الريفي. يقدر عدد سكانها بـ 1,218 نسمة .